# Stepping (Halbleiterfertigung)
Stepping bedeutet in der Elektronik-Fertigung für Halbleiter ein schrittweises Positionieren von einem Element, beispielsweise bei fotolithografischen Arbeitsschritten in der Halbleiterfertigung.
Häufig beschreibt der Begriff „Stepping“ auch einfach nur die „Schrittweite“ bzw. die angestrebte Genauigkeit und Strukturenbreite beim fototechnischenBelichten der Strukturen eines Halbleiters. Man spricht dann z. B. von einem 0,13-Mikron-Stepping.

## Fotolithografie
Beim Belichten von Halbleiterstrukturen werden vielfach vergrößerte Folien eingesetzt, die auf Plottern erstellt wurden, die früher schrittweise („step by step“) die Eckpunkte ihrer Bahnen anfuhren.